# Problem maksymalnego przepływu
Problem maksymalnego przepływu – zagadnienie często spotykane w informatyce. Polega ono na znalezieniu dla danej sieci przepływowej takiego przepływu {\displaystyle f,} którego wartość jest maksymalna, gdzie wartość przepływu jest zdefiniowana jako łączny przepływ opuszczający źródło. Bardziej formalnie, dla danego przepływu {\displaystyle f} w sieci {\displaystyle G=(V,E)} o źródle {\displaystyle s} i ujściu {\displaystyle t,} jego wartość jest zdefiniowana następująco:
{\displaystyle |f|=\sum _{u\in V}f(s,u).}
Istnieje też uogólnienie tego problemu, w którym sieć {\displaystyle G} zawiera wiele źródeł i ujść. Można jednak w prosty sposób sprowadzić je do przedstawionej wersji: Dla sieci {\displaystyle G=(V,E)} zawierającej n źródeł {\displaystyle s_{1},s_{2},\dots ,s_{n}} oraz m ujść {\displaystyle t_{1},t_{2},\dots ,t_{m}} konstruujemy sieć {\displaystyle G'=(V',E'),} gdzie:
{\displaystyle V'=V\cup \left\{s,t\right\},}
{\displaystyle E'=E\cup \left\{(s,s_{1}),(s,s_{2}),\dots ,(s,s_{n}),(t_{1},t),(t_{2},t),\dots ,(t_{m},t)\right\}.}
Ponadto:
{\displaystyle c(s,s_{i})=\infty } dla każdego {\displaystyle i=1,2,\dots ,n,}
{\displaystyle c(t_{j},t)=\infty } dla każdego {\displaystyle j=1,2,\dots ,m.}
Innymi słowy, dodajemy do sieci {\displaystyle G} wierzchołek {\displaystyle s} połączony krawędziami o nieskończonej przepustowości ze wszystkimi źródłami oraz wierzchołek {\displaystyle t} połączony krawędziami o nieskończonej przepustowości ze wszystkimi ujściami. Wierzchołek {\displaystyle s} zwany jest superźródłem, zaś wierzchołek {\displaystyle t} – superujściem.
Maksymalny przepływ można znaleźć m.in. za pomocą algorytmu Edmondsa-Karpa opartego na metodzie Forda-Fulkersona.